# Бродуей (улица в Сан Франциско)
 Тази статия е за улицата в Сан Франциско.  За улицата в Ню Йорк вижте Бродуей.  
Улица „Бродуей“, наричана по-често само „Бродуей“ (на английски: Broadway St. или Broadway в превод „ул. Широкпът“ или „Широкпът“) e дълга улица в Сан Франциско, която пресича половината град от изток на запад.
От изток започва от пътя „Ембаркадеро“, преминава през някои квартали като „Норт Бийч“ и „Китайският квартал“ и завършва на запад до Президио. В близост до пресечката си с Къламбъс авеню до „Норт Бийч“ има много нощни клубове, стриптийз клубове, магазини, ресторанти и кафета по нея.
Улица „Бродуей“ пресича и други основни пътища в Сан Франциско като Ван Нес авеню (Van Ness Avenue), ул. „Филмор“ (Fillmore St.) и ул. „Дивисадеро“ (Divisadero St.).